# Alvito (São Pedro e São Martinho) e Couto
Alvito (São Pedro e São Martinho) e Couto (oficialmente: União das Freguesias de Alvito (São Pedro e São Martinho) e Couto) é uma freguesia portuguesa do município de Barcelos, com 8,54 km² de área e 1446 habitantes (censo de 2021). A sua densidade populacional é 169,3 hab./km².

## História
Foi constituída em 2013, no âmbito de uma reforma administrativa nacional, pela agregação das antigas freguesias de São Pedro de Alvito, São Martinho de Alvito e Couto e tem sede em São Pedro.

## Demografia
A população registada nos censos foi:
| Distribuição da População por Grupos Etários | Distribuição da População por Grupos Etários | Distribuição da População por Grupos Etários | Distribuição da População por Grupos Etários | Distribuição da População por Grupos Etários |
| -------------------------------------------- | -------------------------------------------- | -------------------------------------------- | -------------------------------------------- | -------------------------------------------- |
| Ano                                          | 0-14 Anos                                    | 15-24 Anos                                   | 25-64 Anos                                   | > 65 Anos                                    |
| 2001                                         | 238                                          | 239                                          | 633                                          | 167                                          |
| 2011                                         | 266                                          | 168                                          | 812                                          | 192                                          |
| 2021                                         | 207                                          | 183                                          | 761                                          | 295                                          |

À data da junção das freguesias, a população registada no censo anterior (2011) foi:
| Freguesia atual                           | Freguesia atual  | Freguesia atual | Freguesias antigas     | Freguesias antigas | Freguesias antigas |
| Freguesia                                 | População (2011) | Área (km²)      | Freguesia              | População (2011)   | Área (km²)         |
| ----------------------------------------- | ---------------- | --------------- | ---------------------- | ------------------ | ------------------ |
| Alvito (São Pedro e São Martinho) e Couto | 1438             | 8,54            | São Pedro de Alvito    | 639                | 5,71               |
| Alvito (São Pedro e São Martinho) e Couto | 1438             | 8,54            | São Martinho de Alvito | 451                | 1,26               |
| Alvito (São Pedro e São Martinho) e Couto | 1438             | 8,54            | Couto                  | 348                | 1,57               |